# Cyrtarachne tuladepilachna
Cyrtarachne tuladepilachna är en spindelart som beskrevs av Alberto Barrion och James A. Litsinger 1995. Cyrtarachne tuladepilachna ingår i släktet Cyrtarachne och familjen hjulspindlar.
Artens utbredningsområde är Filippinerna. Inga underarter finns listade i Catalogue of Life.